# Take Your Chance (Alexander Klaws)
Take Your Chance è l'album di debutto del cantante tedesco Alexander Klaws, album pubblicato nel 2003 dopo la vittoria nel talent show Deutschland sucht den Superstar.
L'album, prodotto dall'ex-Modern Talking Dieter Bohlen e uscito su etichetta Sony BMG/Hansa Records, contiene in tutto quindici brani, tra cui i singoli Take Me Tonight e Stay with Me e la cover di Maniac, brano della colonna sonora del film del 1983 Flashdance.  Tutti i brani, a eccezione di quest'ultimo, portano la firma di Dieter Bohlen.

## Tracce
1. Take Me Tonight (Dieter Bohlen) 4:04
2. I Don't Wanna Say That (Dieter Bohlen) 3:16
3. From the Heart of an Angel (Dieter Bohlen) 3:38
4. Another Day, Another Heart (Dieter Bohlen) 4:10
5. We Had It All (Dieter Bohlen) 3:35
6. Stay with Me (Dieter Bohlen) 3:55
7. I Need You (Dieter Bohlen) 3:43
8. Anything Is Possible (Dieter Bohlen) 4:06
9. Breakin' Up Is Hard to Do (Dieter Bohlen) 3:55
10. I Believe (Dieter Bohlen) 3:33
11. Anytime You Want Me (Dieter Bohlen) 3:31
12. Just Tomorrow (Dieter Bohlen) 3:42
13. Maniac (Michael Sembello - Dennis Matkosky) 3:55
14. Even When Your Love Is Gone (Dieter Bohlen) 3:52
15. If I Can't Have You Tonight (Dieter Bohlen) 3:53